# Cosa nostra che sei nei cieli
Cosa nostra che sei nei cieli (Hijack) è un romanzo fantascientifico del 1974 scritto da Edward Wellen. È il numero 660 della serie Urania (collana).

## Trama
Un boss mafioso in prigione comunica ai componenti della "famiglia" che il governo degli Stati Uniti ha in mente qualcosa di importante. Le indagini compiute dai mafiosi, li portano a scoprire che il Sole sta per esplodere. Per evitare la fine della razza umana, si sta organizzando un espatrio tramite razzi spaziali portando solo alcune persone. I mafiosi per nulla intenzionati a rimanere sulla Terra, cercano di appropriarsi di alcuni razzi per salvarsi.
Alla fine, un agente del Federal Bureau of Investigation ammette con soddisfazione la riuscita del piano di convincere la mafia dell'esplosione del Sole e del farli salire sui razzi per "liberarsene" è riuscita con successo.

## Edizioni
- Edward Wellen, Cosa nostra che sei nei cieli, collana Urania n° 660, Cles, Arnoldo Mondadori, 1974.